# مانوزیل-الیگوساکارید گلوکوسیداز
مانوزیل-الیگوساکارید گلوکوسیداز (انگلیسی: Mannosyl-oligosaccharide glucosidase) یا به‌اختصار «MOGS» نوعی آنزیم گلیکوزید هیدرولاز است که نام سیستماتیک آن، «مانوزیل-الیگوساکارید گلوکوهیدرولاز» است.
این آنزیم نوعی پروتئین غشایی است که در غشاءِ شبکه آندوپلاسمی یوکاریوت‌ها یافت می‌شود و در «مسیر اِن-گلیکولیزاسیون» کاربرد دارد و کارش دو چیز است:
- اگزوهیدرولیز باقیمادهٔ انتهایی احیانشدهٔ گلوکز در «مانوزیل-الیگوساکارید گلیکان» Glc3Man9GlcNAc2
- تأثیر اندک بر گلیکولیپید و گلیگوپپتیدها